# Vive la liberté (film, 1946)
Pour les articles homonymes, voir Vive la liberté.
Pour plus de détails, voir Fiche technique et Distribution.
Vive la liberté est un film français réalisé en 1944 par Jeff Musso, sorti en 1946. Le film provoqua une polémique[réf. nécessaire], car en tête du générique se trouvait Jean Darcante (Pierre) ; ce dernier avait participé au doublage du Juif Süss (1940).

## Fiche technique
- Titre : Vive la liberté
- Autre titre : On a tué un homme
- Réalisation : Jeff Musso
- Scénario et dialogues : Pierre Corval, Pierre Forest et Jeff Musso
- Photographie : André Thomas
- Son : René-Christian Forget
- Décors : Henri Ménessié
- Musique : Marcel Mirouze
- Montage : Leonide Azar
- Société de production : Éclair-Journal
- Pays d'origine :  France
- Format :  Noir et blanc
- Genre : Drame
- Durée : 90 minutes
- Date de sortie : 
  - France - 7 février 1946

## Distribution
- Raymond Bussières : Jo
- Jean Darcante : Pierre
- Jeanne Manet : Marie
- Santa Relli : Germaine
- Charles Moulin : Charles
- Jean Mercury : le lieutenant Heinrich
- Jean Chaduc : M. Ligny
- Jean Doat : l'indicateur
- René Charles : le pétainiste
- Eugène Yvernès : M. Dupont
- Jean-Pierre Mocky : un milicien